# Serotoninereceptor

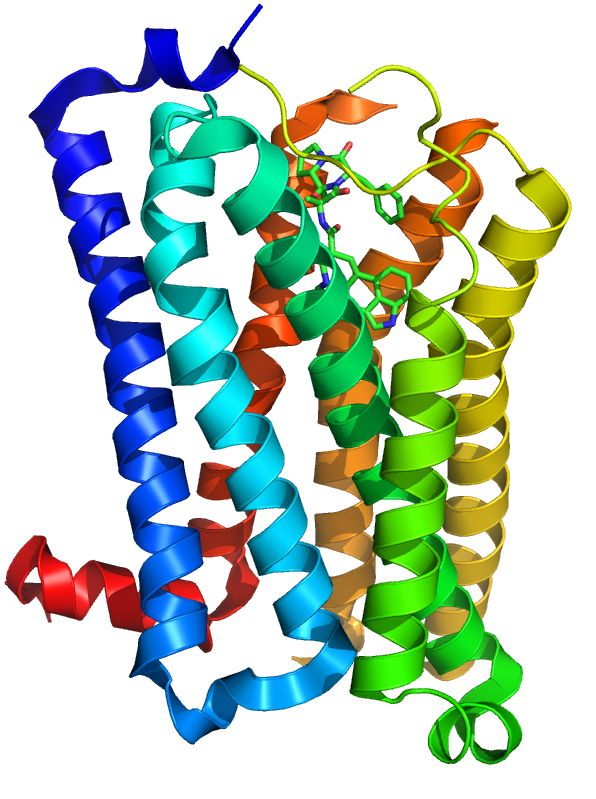
3D-Structuurmodel van een 5-HT1B receptor

Serotoninereceptoren, ook aangeduid als 5-HT of 5-hydroxytryptamine -receptoren, zijn G-proteïnegekoppelde receptoren die betrokken zijn bij verschillende fysiologische processen en het reguleren van stemming, slaap, eetlust en cognitieve functies. Deze receptoren bevinden zich op het oppervlak van cellen in de hersenen en andere delen van het lichaam.
De serotonine(re)ceptoren reguleren de afgifte van veel neurotransmitters, waaronder glutamaat, GABA, dopamine, adrenaline, noradrenaline en acetylcholine, evenals veel hormonen, waaronder oxytocine, prolactine, vasopressine, cortisol, corticotropine en substantie P. Serotoninereceptoren beïnvloeden diverse biologische en neurologische processen zoals agressie, angst, eetlust, cognitie, leren, geheugen, stemming, misselijkheid, slaap en thermoregulatie.
Er zijn zeven verschillende subtypes van serotoninereceptoren, aangeduid als 5-HT1 tot 5-HT7. De afkorting "5-HT" staat voor 5-hydroxytryptamine, dat de chemische naam is voor serotonine. 
In het geval van de verschillende subtypes van serotoninereceptoren, zoals 5-HT1, 5-HT2, enz., verwijst "5-HT" naar de gemeenschappelijke basisstructuur van serotonine, gevolgd door het specifieke nummer dat elk subtype onderscheidt. Deze aanduidingen helpen bij het classificeren van de diverse receptoren en het begrijpen van hun unieke rollen en functies in het lichaam.
Onderscheiden kunnen worden:
- 5-HT1-receptoren Deze omvatten subtypen zoals 5-HT1A, 5-HT1B, 5-HT1D, enz. Ze zijn wijdverspreid in de hersenen en spelen een rol bij de regulatie van stemming, angst en slaap. Activering van 5-HT1-receptoren kan anxiolytische (angstverminderende) en antidepressieve effecten hebben.

- 5-HT2-receptoren Onderverdeeld in 5-HT2A, 5-HT2B en 5-HT2C. Deze receptoren zijn betrokken bij de regulatie van stemming, cognitie en vasoconstrictie. Antipsychotische medicijnen richten zich soms op 5-HT2-receptoren. SSRI's, zoals fluoxetine, vormen een klasse van medicijnen die de 5-HT-heropname vertragen, wat de stemming kan verbeteren en wordt toegepast bij depressie en angststoornissen.

- 5-HT3-receptoren Deze bevinden zich voornamelijk in de hersenen en het maagdarmkanaal. Ze spelen een rol bij misselijkheid en braken. Geneesmiddelen die 5-HT3-receptoren blokkeren, worden gebruikt om misselijkheid te verminderen bij bepaalde behandelingen, zoals chemotherapie.

- 5-HT4-receptoren Deze receptoren komen voornamelijk voor in de darmen en het hart. Activatie van 5-HT4-receptoren stimuleert de darmmotiliteit en kan nuttig zijn bij de behandeling van bepaalde gastro-intestinale aandoeningen. Bovendien hebben ze effect op het hartritme.

- 5-HT5-receptoren Er is beperkte kennis over de functies van 5-HT5-receptoren, maar ze worden aangetroffen in de hersenen en mogelijk betrokken bij een breed scala van psychiatrische aandoeningen en heeft ook vaatvernauwende en vaatverwijdende effecten.

- 5-HT6-receptoren Deze receptoren bevinden zich voornamelijk in de hersenen, met name in de hippocampus. Ze spelen een rol bij cognitieve functies en geheugen. Onderzoek naar 5-HT6-receptoren richt zich op mogelijke implicaties bij neurodegeneratieve aandoeningen, zoals de ziekte van Alzheimer.

- 5-HT7-receptoren Deze receptoren zijn aanwezig in de hersenen en zijn betrokken bij de regulatie van stemming en slaap. Activatie van 5-HT7-receptoren heeft invloed op de afgifte van verschillende neurotransmitters en kan relevant zijn voor de behandeling van stemmingsstoornissen.